# شهروند امروز
شهروند امروز هفته‌نامه خبری - تحلیلی بود که از اسفند ۱۳۸۵ تا آبان ۱۳۸۷ روزهای شنبه در تهران منتشر می‌شد. این هفته‌نامه از سوی هیأت نظارت بر مطبوعات توقیف شد. دور جدید انتشار ان پس از رفع توقیف از تیر ۱۳۹۰ شروع شد که این بار نیز پس از یازده شماره از انتشار آن توسط هیئت نظارت بر مطبوعات به محاق توقیف رفت.
سردبیری شهروند امروز را در دوره اول محمد قوچانی و در دوره دوم رضا خجسته رحیمی عهده‌دار بودند.

## خط مشیشهروند امروز
این هفته‌نامه را گروهی از روزنامه‌نگاران حرفه‌ای منتشر می‌کردند. در این هفته‌نامه یادداشت‌ها، نقدها، گفتگوها و گزارش‌های متعددی در زمینه سیاست، اقتصاد، جامعه و فرهنگ منتشر می‌شد. غیر از اعضای تحریریه، گروهی از فعالان سیاسی و فرهنگی نیز در این مجله یادداشت می‌نوشتند.

## تحریریهشهروند امروزدر دو دوره
رئیس شورای سیاستگذاری هفته‌نامه شهروند امروز در دوره اول محمد عطریانفر، مدیرعامل آن حمید عطریانفر و سردبیر آن محمد قوچانی بود. دبیر تحریریه آن رضا خجسته رحیمی و دبیر اجرایی اش اکبر منتجبی بود. تحریریه این مجله نیز شامل روزنامه‌نگاران زیر بود:
- دبیران: مهدی یزدانی خرم، حسین یاغچی، محمد طاهری، مریم شبانی، هادی خسروشاهین، فرید مدرسی، محمد رهبر، مریم باقی، کاوه فیض اللهی، امیر قادری، محسن آزرم، رضا خجسته رحیمی، مجید رئوفی و اکبر منتجبی.
- خبرنگاران: اعظم ویسمه، احسان ابطحی،نفیسه زارع کهن،علی ملیحی، سرگه بارسقیان، علیرضا غلامی، علی مسعودی نیا، گلاویژ نادری، کریم نیکونظر، آرش نصیری، مهدی نوروزیان، محسن یعقوبی،رضا طهماسبی، کاوه شجاعی، فرزانه سالمی، فرشاد قربانپور، کیوان فیض اللهی، مهدی صارمی‌فر و دلارام عظیمی.

در دوره دوم انتشار شهروند امروز حمید عطریانفر مدیرعاملی و رضا خجسته رحیمی سردبیری این نشریه را عهده‌دار بود و خشایار دیهیمی، علیرضا علوی تبار، عباس کاظمی، سعید لیلاز، شهلا شرکت و عباس عبدی مشاوران این مجله بودند. تحریریه این مجله نیز شامل روزنامه‌نگاران زیر بود:
- دبیران: علی بزرگیان، سرگه بارسقیان، مریم شبانی، فرید مدرسی، کاوه شجاعی، فرزانه سالمی، بهروز مهری، بهراد مهرجو، امیلی امرایی، حسین صافی، علیرضا لطیفیان.
- خبرنگاران: سامان صفرزایی، فرزانه خادمیان، امین عظیمی، آزاده سهرابی، سیاوش رنجبردائمی، امید ایرانمهر، بهرنگ رجبی، عظیم محمودآبادی، رضا دهقان، محمد صادقی، صبا آذرپیک، آمنه موسوی، آمنه شیرافکن، سهیلا قاسمی، نسرین رضایی.

## علت توقیف
هیأت نظارت بر مطبوعات ۱۵ آبان سال ۱۳۸۷ هفته‌نامه شهروند امروز را به دلیل غیر واقعی جلوه دادن برخی اقدامات دولت محمود احمدی نژاد توقیف کرد. با این حال برخی علت توقیف این مجله را درج گفتگوهایی با دختران هاشمی رفسنجانی و خانواده  حسن لاهوتی اشکوری دربارهٔ علت مرگ این روحانی انقلابی می‌دانند. خانواده لاهوتی و همچنین فاطمه و فائزه هاشمی رفسنجانی در این مصاحبه برای اولین بار افشا کردند طبق گزارش پزشکی قانونی، در معده  حسن لاهوتی سم استریکنیک وجود داشته‌است.
در دور دوم انتشار نیز بنا بر بند هشت ماده ۶ قانون مطبوعات شهروند امروز به حکم هیات نظارت به توقیف موقت رفت. شایعات زیادی در خصوص دلیل توقیف شهروند امروز مطرح شد که از ان جمله طرح جلدهای این مجله دربارهٔ محمود احمدی نژاد، قرار گرفتن تصویر محسن آرمین بر جلد این مجله و همچنین مصاحبه با داماد امام موسی صدر دربارهٔ رابطه ایران و محمد قذافی بود.

## آخرین شمارهشهروند امروزدر دو دوره
علی‌رغم توقیف این نشریه در دوره اول، شمارهٔ ۷۱ هفته‌نامه شهروند امروز شنبه ۱۸ آبان ۱۳۸۷ با عکسی از باراک اوباما و دخترش روی جلد منتشر شد. این شماره از مجله شهروند امروز به پیروزی باراک اوباما در انتخابات ریاست جمهوری ایالات متحده آمریکا اختصاص داشت که از زوایای گوناگون تأثیر این انتخابات را بر مناسبات جهانی بررسی کرده بود.
در دور دوم انتشار مجله نیز طی اقدامی مشابه به علت عدم ابلاغ رأی هیئت نظارت، شماره یازدهم مجله نیز روی دکه قرار گرفت که همزمان با انتشار آن حکم توقیف به دفتر مجله ابلاغ شد. آخرین شماره شهروند امروز در شهریور سال ۱۳۹۰ با تصویری از ابراهیم حاتمی کیا بر روی جلد همراه بود که او نیز دربارهٔ توقیف فیلمش گزارش یک جشن با این نشریه گفتگو کرده بود. پس از توزیع این آخرین شماره شهروند امروز، وزارت ارشاد دستور به جمع اوری مجله از دکه‌های مطبوعاتی را داد. گفتنی است که توزیع این نسخه سبب شد بسیاری از خوانندگان تصور کنند که شهروند امروز توقیف نشده‌است. اما گردانندگان مجله اعلام کردند که نشریه آن‌ها توقیف شده‌است.